# Fondital
Fondital è un'azienda italiana con sede a Vobarno che produce radiatori in alluminio e sistemi di riscaldamento. L'azienda è costituita da 5 stabilimenti e reparti di gestioni e produzione in Italia per un totale di 208.000 m² di superficie occupata, il cui prodotto è disponibile in 56 paesi, con filiali in Russia, Polonia, Romania e Turchia. Opera con i marchi commerciali Fondital e Nova Florida.

## Profilo
L'azienda è stata fondata nel 1970 da Silvestro Niboli ed è a conduzione familiare da due generazioni. La società impiega 750 persone e fino al 2014 ha emesso 27 brevetti internazionali. I principali prodotti sono costituiti da HVAC, realizzati per i mercati commerciali, industriali e residenziali.

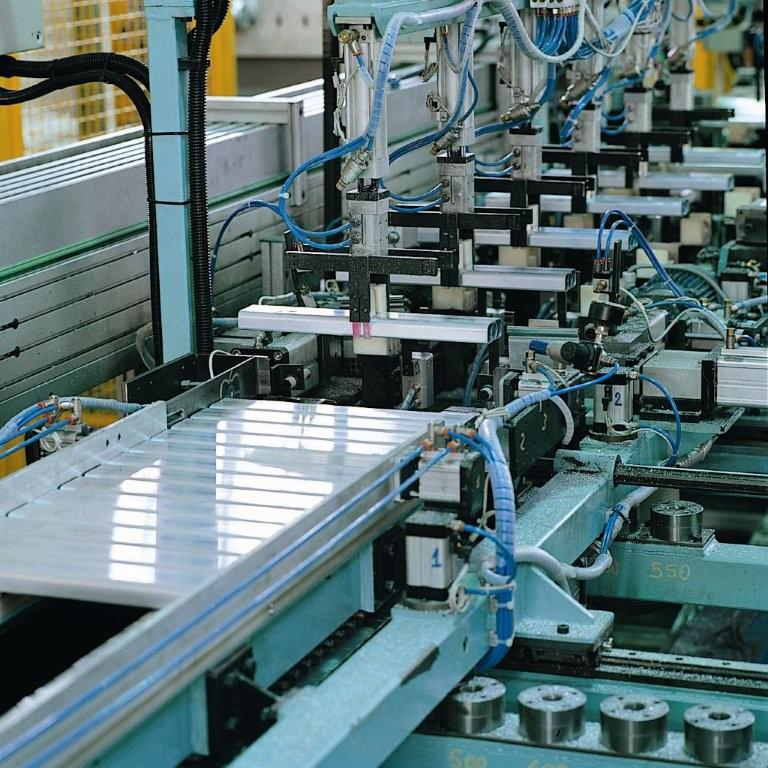
Vobarno (BS) Italy

## Storia
La prima sede produttiva di Fondital è a Vestone, in Valle Sabbia in provincia di Brescia. All'inizio si producono radiatori in alluminio pressofuso destinati al riscaldamento domestico; in poco tempo gli stabilimenti diventano cinque per un totale di 750 collaboratori.
Nel 2009 viene inaugurato il nuovo sito produttivo, Carpeneda 2 di 75.000 m². In questa struttura trovano collocazione la produzione di caldaie e di fonti di energie alternative (solare e fotovoltaico).
In collaborazione con il Dipartimento di Energia del Politecnico di Milano, Fondital potenzia il laboratorio interno di Ricerca e Sviluppo e introduce nuove strumentazioni, come la camera climatica.

## Riconoscimenti
- 1973: Ercole d'oro[2] come merito imprenditoriale per la qualità dei prodotti realizzati.

- 2005: Imprenditore dell'anno 2005[3] promosso dalla società Ernst & Young per l'efficace azione imprenditoriale sul mercato globale.

- 2007: Cittadino onorario della Confederazione Russa[4] per lo sviluppo dell'economia in territorio ex sovietico. “Premio Fedeltà alla Terra di Vallesabbia”, come omaggio all'attenzione e promozione del territorio.

- 2008: Premio Brescianità[5] quale “ambasciatore” nel Mondo della cultura e della mentalità locali.
- 2014: Premio alla Carriera[6] da AMAFOND, per aver contribuito allo sviluppo dell'Industria fusoria in Italia e nel Mondo.

## Gruppo
Fondital fa parte di SILMAR Group, attore industriale di rilevanza internazionale che raggruppa una serie di business complementari fra loro:
FONDITAL
Italia 1970. Produttore di radiatori in alluminio pressofuso. Superficie 208.000 m²;

Russia - Lipetsk, Polonia, Romania.
RAFFMETAL
Italia 1979. Produttore di leghe in alluminio da fusione. Superficie 138.000 m².
VALSIR
Italia 1987. Primo produttore italiano di tubi multistrato. Superficie 210.000 m². Divisione commerciale Francia 1999. Superficie 11.000 m²;

Divisione commerciale Polonia 1999. Superficie 20.000 m²;

Sud Africa, India, Australia.
OLI
Portogallo 1983. Produttore di meccanismi per ceramica e cassette di risciacquo. Superficie 81.000 m²;

Italia 1993. Produzione di canne fumarie in plastica ed acciaio. Superficie 17.000 m²;

Russia, Germania.
VALROM
Romania 1996. Produttore di sistemi idraulici in HDPE, PP, e sistemi di stoccaggio liquidi. Superficie 960.000 m²;

Divisione commerciale Ucraina 2006. Superficie 140.000 m².
SINIKON
Russia 2002. Produttore di sistemi di scarico in PP. Superficie 40.000 m².
VALPLAST
Romania 2002. Produttore di sistemi idraulici di scarico in PVC. Superficie 16.000 m².
OLIMOLDES
Portogallo.
ALBA
Italia.
MARVON
Italia 2002. Lavorazione galvanoplastica. Superficie 15.000 m².
NIBOFIN
Italia 2010. Società immobiliare.